# Barraca XII (Aiguamúrcia)
La Barraca XII és una obra d'Aiguamúrcia (Alt Camp) inclosa a l'Inventari del Patrimoni Arquitectònic de Catalunya.

## Descripció
És una barraca de planta rectangular, associada a una gran terrassa de pedra sobrera, a la seva esquerra, que conté un recer a la part posterior. Orientada a l'Est. La coberta és de pedruscall, i el portal està rematat amb un arc dovellat.
A l'interior tenim una planta rectangular on només hi veurem un cocó. Les seves mides són: fondària 3'17m. Amplada 2'86m.
Està cobert amb una falsa cúpula fins a una alçada màxima de 2'90m.